# 맨디 무어
맨디 무어(Mandy Moore, 1984년 4월 10일 ~ )는 미국의 배우, 싱어송라이터, 모델, 패션 디자이너이다.
1984년 미국 뉴햄프셔주 내슈아에서 태어나, 플로리다주에서 어린 시절을 보냈다.

## 경력
1999년 싱글 "Candy"를 발표하며 데뷔했다. 이 싱글은 빌보드 핫 100에 88위로 데뷔해 최고 41위까지 올라갔다.
이후 앨범 So Real(1999)를 시작으로 2009년 Amanda Leigh까지 6장의 앨범을 발표했다.
2001년에는 영화 <닥터 두리틀 2>에 성우로 참여한다. 같은 해 앤 해서웨이 주연의 <프린세스 다이어리>에서 조연으로 얼굴을 비춘다. 이 영화에서 맨디 무어는 카니 프랜시스의 1958년 곡 "Stupid Cupid"라는 작품을 리메이크로써 불렀다.
2002년에는 영화 <워크 투 리멤버>로 첫 주연을 맡는다. 이 영화는 미국과 아시아에서 준수한 성적을 거뒀으며 국내에는 이 영화 속에서 부른 "Only Hope"이 잘 알려져 있다.
2010년에는 디즈니의 50번째 애니메이션 작품인 라푼젤에 라푼젤의 목소리 역으로 출연하였다.
2016년부터 2022년까지 방영된 NBC 드라마 This Is Us에서 레베카 피어슨(Rebecca Pearson) 역할로 등장하였다. 이 역할로 2020년과 2021년, 에미상 후보에 올랐다.
2017년에는 라푼젤 시리즈에서 라푼젤의 목소리 역으로 다시 출연하였다.

## 음반 목록
- So Real (1999)
- I Wanna Be With You (2000)
- Mandy Moore (2001)
- Coverage (2003)
- The Best Of Mandy Moore (2004)
- Wild Hope (2007)
- Amanda Leigh (2009)
- Silver Landing (2020)
- In Real Life (2022)

## 출연 작품
- 닥터 두리틀 2
- 프린세스 다이어리
- 워크 투 리멤버
- 레이싱 스트라이프스 - 샌디(목소리)
- 라푼젤 - 라푼젤(목소리)
- 47미터
- 주먹왕 랄프 2: 인터넷 속으로 - 라푼젤(목소리)
- 다키스트 마인드 - 케이트 역
- 미드웨이 - 앤 베스트 역
- 디스 이즈 어스 - 레베카 피어슨 역
- 라푼젤 시리즈 - 라푼젤(목소리)